# Graniger
Graniger es un  género de coleópteros adéfagos de la familia Carabidae.

## Especies
Comprende las siguientes especies:
- Graniger cordicollis Audinet-Serville, 1821
- Graniger femoralis Coquerel, 1859